# Lyman (Bilhorod-Dnistrowskyj)
Lyman (ukrainisch Лиман; russisch Лиман Liman, rumänisch Zolocari) ist ein Dorf in Bessarabien im Südwesten der Ukraine mit etwa 1500 Einwohnern (2008).

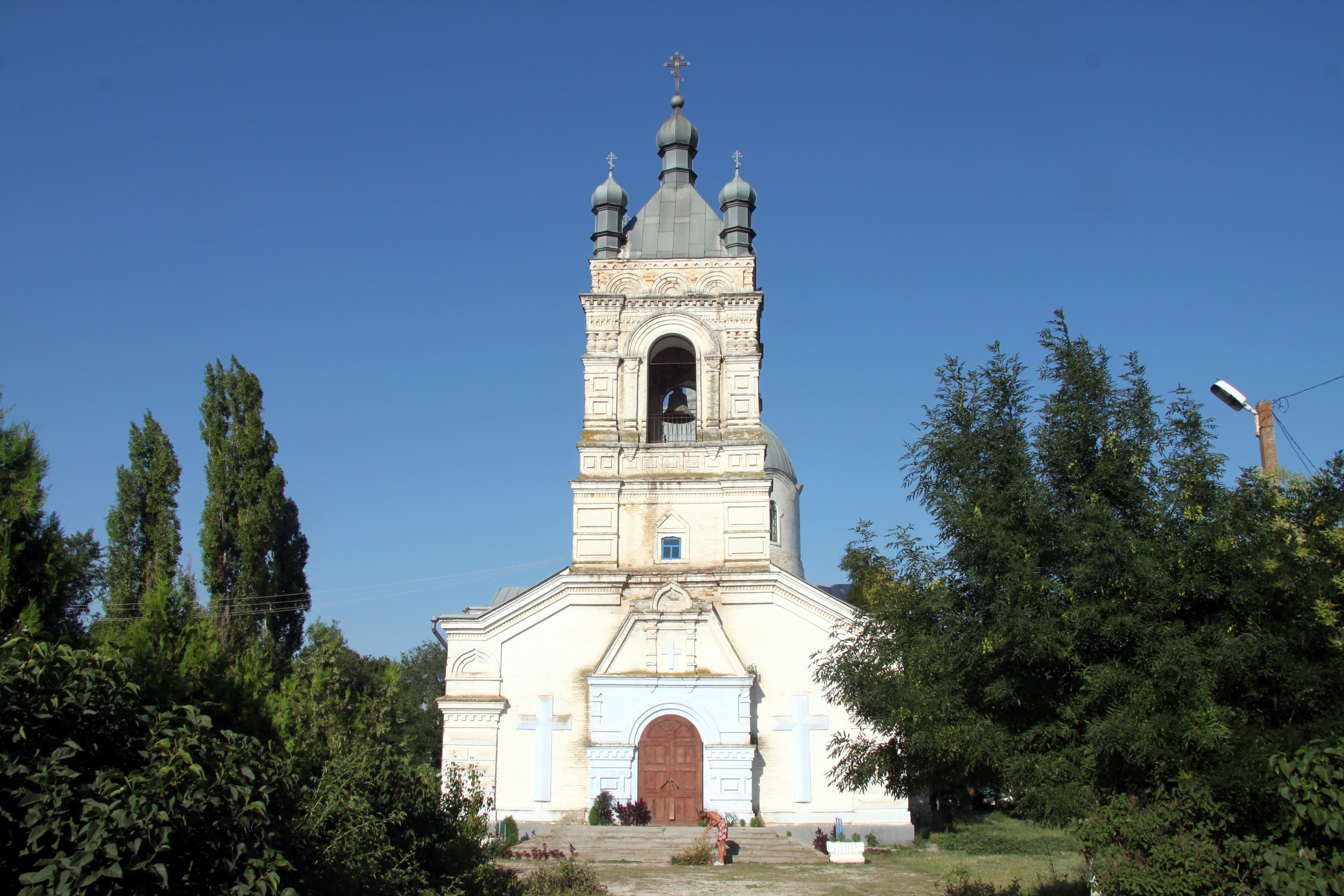
Kirche der Jungfrau Maria in Lyman

Das 1812 gegründete Dorf hat eine Fläche von 8,7 km² und liegt nahe der Küste des Schwarzen Meeres und des Sassyksees.
Das Oblastzentrum Odessa liegt etwa 165 Kilometer nordöstlich und das ehemalige Rajonzentrum Tatarbunary 28 Kilometern nordwestlich des Dorfes.

## Verwaltungsgliederung
Am 28. Juli 2017 wurde das Dorf zum Zentrum der neugegründeten Landgemeinde Lyman (Лиманська сільська громада/Lymanska silska hromada). Zu dieser zählten auch noch die Dörfer Nowoselyzja, Saritschne und Trapiwka, bis dahin bildete es die gleichnamige Landratsgemeinde Lyman (Лиманська сільська рада/Lymanska silska rada) im Süden des Rajons Tatarbunary.
Am 12. Juni 2020 kamen noch die Dörfer Prymorske zum Gemeindegebiet.
Seit dem 17. Juli 2020 ist es ein Teil des Rajons Bilhorod-Dnistrowskyj.
Folgende Orte sind neben dem Hauptort Lyman Teil der Gemeinde:
| Name                     | Name       | Name                     | Name        |
| ukrainisch transkribiert | ukrainisch | russisch                 | rumänisch   |
| ------------------------ | ---------- | ------------------------ | ----------- |
| Nowoselyzja              | Новоселиця | Новоселица (Nowoseliza)  | Sulița      |
| Prymorske                | Приморське | Приморское (Primorskoje) | Sagani      |
| Saritschne               | Зарічне    | Заречное (Saretschnoje)  | Sărata-Mică |
| Trapiwka                 | Трапівка   | Траповка (Trapowka)      | Tropoclo    |
| Trychatky                | Трихатки   | Трихатки (Trichatki)     | Trihat      |